# 스테판 우로시 4세 두샨
스테판 우로시 4세 두샨(세르비아어: Стефан Урош IV Душан Немањић, 1308년 ~ 1355년)은 중세 세르비아 왕국의 국왕(재위: 1331년 ~ 1346년)이자 세르비아 제국의 차르(재위: 1346년 ~ 1355년)이다. 그는 세르비아 제국의 위대한 통치자로, 이 당시 세르비아 제국은 발칸 반도 최강국이었다.

## 어린 시절과 초기의 통치
아버지인 스테판 우로시 3세 데찬스키는 그의 아버지 스테판 우로시 2세 밀루틴에 대항하여 반란을 일으켰다가 아버지 밀루틴에게 패하고 동로마 제국의 수도 콘스탄티노폴리스로 추방당했고, 어린 두샨은 부모와 함께 콘스탄티노폴리스에서 살아야했다.
두샨은 후일 왕이 되자 비잔티움에서 배운 교육을 바탕으로 통치한다. 1321년 밀루틴이 죽기 직전 밀루틴과 데찬스키가 화해하고 데찬스키는 눈이 기적적으로 나았다고 주장하고 장님이 아닌 것을 입증해 세르비아 왕이 되었다. 두샨은 왕세자가 되어 아드리아 해안가를 통치했는데, 그는 보스니아군과 싸우면서 유능한 지휘관이라는 평판을 얻었고, 1330년 벨부즈드 전투에서 불가리아 제2제국을 격파하고 차르 미하일 시슈만을 살해했다. 그 직후 그는 아버지와 불화하여 1331년 아버지를 내쫓고 왕위에 올랐다.
그는 불가리아의 새 차르 이반 알렉산더르의 누이 엘레나와 결혼하여 불가리아와의 관계를 개선했다. 그러나 그는 비잔티움 제국에 대한 정복을 1334년부터 시작하였다. 그는 그해 8월에 이미 세르비아의 영토를 마케도니아 지방 북부까지 확대했으며, 헝가리의 침입을 막아내었다. 그는 남부의 그리스쪽으로는 끊임없이 진출하였으나 북부 헝가리 쪽에서는 방어에 전념하여 다뉴브 국경선을 유지하였다.

## 정복과 업적
1341년 안드로니코스 3세 팔레올로고스가 죽자 비잔티움 제국에 내전이 일어났고, 두샨은 비잔티움의 장군 요안니스 칸타쿠지노스를 도왔으나 곧 그와 원수지간이 되었고, 결국 두샨은 알바니아와 마케도니아 지방을 정복하기 시작했다. 그러고 난 뒤 1346년 정식으로 대관한 뒤 세르비아인과 그리스인의 황제라고 자칭하였다. 그러나 요한네스 6세가 황제가 된후 그는 큰 위협이 되었으나, 결국 그는 1348년에는 테살리아와 에피루스까지 진출하였다. 그의 제국의 영토는 도나우강, 사베강에서 코린트만까지, 그리고 그리스 중부에서 마케도니아, 아드리아해에서 이오니아해, 에게해까지 진출하였다.
사실 그의 시기에 비잔티움 제국이 내란으로 너무나도 허약했던 것이 그에게 큰 도움이 되었다. 그는 방대한 영토를 직접 통치했는데 그는 대관식 직전에 세르비아 대주교를 총대주교로 격상하였고 비잔틴 제국의 제도를 따랐고, 내정 개혁을 실시하여 행정 조직을 통합하고 중앙 집권화를 추진했다. 그는 1349년 두샨 법전을 공포하여 세르비아 역사상 가장 큰 영향을 끼치는 법전을 만들었다. 그는 콘스탄티노폴리스 정복을 위해 베네치아 공화국과 가까운 관계를 유지했으나 헝가리 왕국과 교회의 방해로 실패하였다.
1355년 그가 열병으로 갑작스레 사망하자 세르비아 제국은 불과 15년 만에 몰락했다. 두샨은 세르비아 민족주의가 폭발했던 19세기에 많은 세르비아인의 우상이 되었는데, 이 두샨의 제국을 되찾는 것이 근대 세르비아 정치의 이상적 목표였다.

## 같이 보기
- 세르비아 제국
- 세르비아 전제공국